# Tatiana Debien
Tatiana Salah Debien (ur. 30 stycznia 1991) – francuska zapaśniczka walcząca w stylu wolnym. Brązowa medalistka mistrzostw świata w 2024 roku.
Srebrna medalistka mistrzostw Europy w 2025 i brązowa w 2023; piąta w 2019. Jedenasta na igrzyskach europejskich w 2019. Brązowa medalistka igrzysk śródziemnomorskich w 2022. Triumfatorka mistrzostw śródziemnomorskich w 2010 i brązowa w 2012. Szesnasta na Uniwersjadzie w 2013, jako zawodniczka INSEP w Paryżu. Triumfatorka Igrzysk frankofońskich w 2013. Druga na mistrzostwach Europy juniorów w 2011.
Mistrzyni Francji w 2014, 2015, 2017, 2018, 2019, 2021 i 2022; druga w 2016, 2020 i trzecia w 2010, 2011, 2012 i 2013 roku.